# Sitana schleichi
Espèce
Sitana schleichi est une espèce de sauriens de la famille des Agamidae. C'est le plus petit des dragons d'Asie (agames) : Sa LMC ou « longueur du museau au cloaque » (longueur du corps d'un animal queue non comprise) peut atteindre 39 mm.

## Répartition
Cette espèce est endémique du Népal.

## Étymologie
Cette espèce est nommée en l'honneur d'Hans Hermann Schleich.

## Publication originale
- Schleich & Kästle, 2002 : Amphibians and Reptiles of Nepal. Koeltz, Königstein, p. 1–1200.